# Heodes diniensis
Heodes diniensis är en fjärilsart som beskrevs av Charles Oberthür 1906. Heodes diniensis ingår i släktet Heodes och familjen juvelvingar. Inga underarter finns listade i Catalogue of Life.